# Чемпіонат світу з хокею із шайбою 2009
73-й Чемпіонат світу з хокею з шайбою приймали швейцарські міста Берн та Клотен. Турнір проходив з 24 квітня по 10 травня 2009 року. Господарем світового чемпіонату вдесяте виступила Швейцарія (попередні роки: 1928, 1935, 1939, 1948, 1953, 1961, 1971, 1990, 1998).
Чемпіонами, вдруге поспіль, і втретє в новітній історії, стала збірна команда Росії. З урахуванням радянських титулів (Росія стала правонаступницею СРСР у Міжнародній федерації хокею)  — це стало 25-м чемпіонством команди.

## Команди-учасниці
| Група A                                     | Група B                                   | Група C                           | Група D                                |
| ------------------------------------------- | ----------------------------------------- | --------------------------------- | -------------------------------------- |
| - Білорусь - Канада - Угорщина - Словаччина | - Франція - Німеччина - Росія - Швейцарія | - Австрія - Латвія - Швеція - США | - Чехія - Данія - Фінляндія - Норвегія |

## Регламент змагань
Згідно з регламентом змагань, на попередньому етапі 16 команд були поділені на 4 групи по 4 збірні, в яких змагалися за круговою системою. Команди, що посіли перші три місця в групі проходили у кваліфікаційний раунд. Останні команди в групах припиняли боротьбу за нагороди і потрапляли до втішного раунду, де змагалися за право залишитися на наступний рік в найсильнішому дивізіоні чемпіонатів світу.
У кваліфікаційному раунді 12 команд змагалися у двох групах (по 6 в кожній). Після ще трьох поєдинків на даному етапі, чотири перші команди в кожній групі потрапляли до чвертьфіналу. Інші чотири колективи припиняли участь в чемпіонаті.
Пари чвертьфіналістів визначалися таким чином: перша команда однієї з кваліфікаційних груп грала з четвертою командою другої кваліфікаційної групи, 2-га  — з 3-ю, 3-тя  — з 2-ю і т. д. Переможці потрапляли до півфіналу, де розігрували путівку у фінал. Команди, що поступилися у півфінальних протистояннях грали матч за третє місце. А переможні 1/2 фіналу розігрували звання чемпіонів світу.
На попередньому етапі і кваліфікаційному раунді, за перемогу команді нараховувалося 3 очка. За перемогу в додатковий час або в серії булітів (по три буліти) — 2 очка, програвшій команді — 1 очко.
На етапі плей-оф, якщо основний час гри закінчувався внічию, команди грали 10-хвилинний овертайм або до першого гола. Якщо і він не виявляв переможця, проводилася серія післяматчевих булітів (по 5 кожною командою).

## Попередній етап
Групи A та D проводили свої поєдинки в Клотені, групи B та C — в Берні.
|  | Команди, що пройшли в кваліфікаційний раунд |
|  | Команда, що потрапила до втішного раунду    |

### Група A
| Команда    | І | В | ВО | ПО | П | ГЗ | ГП | Різниця | О |
| ---------- | - | - | -- | -- | - | -- | -- | ------- | - |
| Канада     | 3 | 3 | 0  | 0  | 0 | 22 | 4  | +18     | 9 |
| Білорусь   | 3 | 1 | 1  | 0  | 1 | 6  | 8  | −2      | 5 |
| Словаччина | 3 | 1 | 0  | 1  | 1 | 8  | 12 | −4      | 4 |
| Угорщина   | 3 | 0 | 0  | 0  | 3 | 4  | 16 | −12     | 0 |

Час початку матчів місцевий (UTC+2).
| 24 квітня 16:15 | Білорусь | 1:6 (0:2, 0:0, 1:4) | Канада | Шлюфвеґ, Клотен Глядачів: 5 232 |

| Протокол                    | Протокол                    | Протокол                                                                                     | Протокол      | Протокол                         |
| --------------------------- | --------------------------- | -------------------------------------------------------------------------------------------- | ------------- | -------------------------------- |
|                             | Віталій Коваль              | Голкіпери                                                                                    | Двейн Ролосон | Арбітри: Sami Partanen Jyri Rönn |
| Михайло Грабовський — 52:44 | 0:1 0:2 0:3 0:4 0:5 1:5 1:6 | 01:05 — Стемкос 14:29 — Стемкос (ВБ1) 44:27 — Спецца 46:01 — Фішер 50:44 — Гітлі 54:05 Гітлі |               | Арбітри: Sami Partanen Jyri Rönn |
| 10 хв.                      | Вилучення                   | 10 хв.                                                                                       |               | Арбітри: Sami Partanen Jyri Rönn |
| 24                          | Кидки                       | 42                                                                                           |               | Арбітри: Sami Partanen Jyri Rönn |

| 24 квітня 20:15 | Словаччина | 4:3 (1:0, 2:1, 1:2) | Угорщина | Шлюфвеґ, Клотен Глядачів: 4 773 |

| Протокол                                                | Протокол                    | Протокол                                     | Протокол      | Протокол                               |
| ------------------------------------------------------- | --------------------------- | -------------------------------------------- | ------------- | -------------------------------------- |
|                                                         | Растіслав Станя             | Голкіпери                                    | Левенте Супер | Арбітри: Brent Reiber Владімір Шиндлер |
| Ружичка 01:46 Бартечко 38:13 Госса 39:04 Бартечко 59:47 | 1:0 1:1 2:1 3:1 3:2 3:3 4:3 | 22:01 Холеці 42:52 Петерді 54:04 Шілле (ВБ1) |               | Арбітри: Brent Reiber Владімір Шиндлер |
| 2 хв.                                                   | Вилучення                   | 6 хв.                                        |               | Арбітри: Brent Reiber Владімір Шиндлер |
| 52                                                      | Кидки                       | 16                                           |               | Арбітри: Brent Reiber Владімір Шиндлер |

| 26 квітня 16:15 | Словаччина | 1:2 (0:0, 0:1, 1:0) (От: 0:0) (Буліти: 1:2) | Білорусь | Шлюфвеґ, Клотен Глядачів: 5 256 |

| Протокол    | Протокол        | Протокол                         | Протокол     | Протокол                                  |
| ----------- | --------------- | -------------------------------- | ------------ | ----------------------------------------- |
|             | Растіслав Станя | Голкіпери                        | Андрій Мезін | Арбітри: В'ячеслав Буланов Рафаіл Кадиров |
| Госса 57:06 | 0:1 1:1 1:2     | 33:17 Стась 65:00 Антоненко (б.) |              | Арбітри: В'ячеслав Буланов Рафаіл Кадиров |
| 8 хв.       | Вилучення       | 6 хв.                            |              | Арбітри: В'ячеслав Буланов Рафаіл Кадиров |
| 32          | Кидки           | 21                               |              | Арбітри: В'ячеслав Буланов Рафаіл Кадиров |

| 26 квітня 20:15 | Канада | 9:0 (4:0, 2:0, 3:0) | Угорщина | Шлюфвеґ, Клотен Глядачів: 5 506 |

| Протокол | Протокол                            | Протокол  | Протокол      | Протокол                               |
| --- | ----------------------------------- | --------- | ------------- | -------------------------------------- |
| | Мейсон                              | Голкіпери | Левенте Супер | Арбітри: Rick Looker Daniel Piechaczek |
| Сан-Луї — 05:18 Вебер (ВБ1) — 09:40 Рой — 12:35 Ніл — 12:48 Сан-Луї — 27:35 Вебер (ВБ1) — 29:03 Фішер (ВБ1) — 41:06 Сан-Луї — 44:51 Спецца — 50:55 | 1:0 2:0 3:0 4:0 5:0 6:0 7:0 8:0 9:0 |           |               | Арбітри: Rick Looker Daniel Piechaczek |
| 29 хв. | Вилучення                           | 16 хв.    |               | Арбітри: Rick Looker Daniel Piechaczek |
| 51 | Кидки                               | 16        |               | Арбітри: Rick Looker Daniel Piechaczek |

| 28 квітня 16:15 | Угорщина | 1:3 (0:1, 1:0, 0:2) | Білорусь | Шлюфвеґ, Клотен Глядачів: 4 710 |

| Протокол      | Протокол        | Протокол                                                | Протокол     | Протокол                          |
| ------------- | --------------- | ------------------------------------------------------- | ------------ | --------------------------------- |
|               | Левенте Супер   | Голкіпери                                               | Андрій Мезін | Арбітри: Ole Hansen Danny Kurmann |
| Петерді 25:14 | 0:1 1:1 1:2 1:3 | 03:18 Калюжний (б.) 54:25 Угаров 59:10 Грабовський (ПВ) |              | Арбітри: Ole Hansen Danny Kurmann |
| 10 хв.        | Вилучення       | 2 хв.                                                   |              | Арбітри: Ole Hansen Danny Kurmann |
| 23            | Кидки           | 42                                                      |              | Арбітри: Ole Hansen Danny Kurmann |

| 28 квітня 20:15 | Канада | 7:3 (3:0, 3:1, 1:2) | Словаччина | Шлюфвеґ, Клотен Глядачів: 6 300 |

| Протокол | Протокол                                | Протокол                                                | Протокол      | Протокол                                 |
| --- | --------------------------------------- | ------------------------------------------------------- | ------------- | ---------------------------------------- |
| | Двейн Ролосон                           | Голкіпери                                               | Ярослав Галак | Арбітри: Thomas Sterns Marcus Vinnerborg |
| Рой (ВБ1) — 04:50 Доун (ВБ2) — 06:54 Спецца (ВБ1) — 16:51 Вайт — 29:39 Вебер (ВБ2) — 33:41 Стемкос (ВБ1) — 35:04 Спецца — 42:04 | 1:0 2:0 3:0 3:1 4:1 5:1 6:1 7:1 7:2 7:3 | 26:05 — Сурови 55:40 — Госса (ВБ1) 58:48 — Граняк (ВБ1) |               | Арбітри: Thomas Sterns Marcus Vinnerborg |
| 24 хв. | Вилучення                               | 20 хв.                                                  |               | Арбітри: Thomas Sterns Marcus Vinnerborg |
| 24 | Кидки                                   | 37                                                      |               | Арбітри: Thomas Sterns Marcus Vinnerborg |

### Група B
| Команда   | І | В | ВО | ПО | П | ГЗ | ГП | Різниця | О |
| --------- | - | - | -- | -- | - | -- | -- | ------- | - |
| Росія     | 3 | 3 | 0  | 0  | 0 | 16 | 4  | +12     | 9 |
| Швейцарія | 3 | 1 | 1  | 0  | 1 | 6  | 6  | 0       | 5 |
| Франція   | 3 | 1 | 0  | 0  | 2 | 4  | 9  | −5      | 3 |
| Німеччина | 3 | 0 | 0  | 1  | 2 | 3  | 10 | −7      | 1 |

Час початку матчів місцевий (UTC+2).
| 24 квітня 16:15 | Німеччина | 0:5 (0:3, 0:0, 0:2) | Росія | PostFinance-Arena, Берн Глядачів: 10 570 |

| Протокол | Протокол            | Протокол                                                                             | Протокол       | Протокол                                 |
| -------- | ------------------- | ------------------------------------------------------------------------------------ | -------------- | ---------------------------------------- |
|          | Патцольд            | Голкіпери                                                                            | Ілля Бризгалов | Арбітри: Sören Persson Marcus Vinnerborg |
|          | 0:1 0:2 0:3 0:4 0:5 | 08:14 — Саприкін 09:37 — Ковальчук 15:25 — Зинов'єв 42:53 — Кур'янов 51:52 — Заріпов |                | Арбітри: Sören Persson Marcus Vinnerborg |
| 18 хв.   | Вилучення           | 4 хв.                                                                                |                | Арбітри: Sören Persson Marcus Vinnerborg |
| 20       | Кидки               | 31                                                                                   |                | Арбітри: Sören Persson Marcus Vinnerborg |

| 24 квітня 20:15 | Швейцарія | 1:0 (1:0, 0:0, 0:0) | Франція | PostFinance-Arena, Берн Глядачів: 10 570 |

| Протокол            | Протокол      | Протокол  | Протокол | Протокол                           |
| ------------------- | ------------- | --------- | -------- | ---------------------------------- |
|                     | Мартін Гербер | Голкіпери | Ленрі    | Арбітри: Rick Looker Thomas Sterns |
| Пласс (ВБ1) — 11:33 | 1:0           |           |          | Арбітри: Rick Looker Thomas Sterns |
| 14 хв.              | Вилучення     | 18 хв.    |          | Арбітри: Rick Looker Thomas Sterns |
| 42                  | Кидки         | 14        |          | Арбітри: Rick Looker Thomas Sterns |

| 26 квітня 16:15 | Швейцарія | 3:2 От (1:1, 1:1, 0:0) (От: 1:0) | Німеччина | PostFinance-Arena, Берн Глядачів: 11 423 |

| Протокол                                        | Протокол            | Протокол                                   | Протокол | Протокол                         |
| ----------------------------------------------- | ------------------- | ------------------------------------------ | -------- | -------------------------------- |
|                                                 | Мартін Гербер       | Голкіпери                                  | Патцольд | Арбітри: Sami Partanen Jyri Rönn |
| Вікк — 08:36 Зегер — 23:25 Стрейт (ВБ1) — 61:18 | 0:1 1:1 2:1 2:2 3:2 | 06:26 — Ульманн (ВБ1) 33:02 — Шуберт (ВМ1) |          | Арбітри: Sami Partanen Jyri Rönn |
| 14 хв.                                          | Вилучення           | 12 хв.                                     |          | Арбітри: Sami Partanen Jyri Rönn |
| 38                                              | Кидки               | 22                                         |          | Арбітри: Sami Partanen Jyri Rönn |

| 26 квітня 20:15 | Росія | 7:2 (5:1, 1:1, 1:0) | Франція | PostFinance-Arena, Берн Глядачів: 10 505 |

| Протокол | Протокол                            | Протокол                     | Протокол | Протокол                         |
| --- | ----------------------------------- | ---------------------------- | -------- | -------------------------------- |
| | Єременко                            | Голкіпери                    | Фері     | Арбітри: Ole Hansen Peter Orszag |
| Радулов — 01:23 Заріпов (ВБ1) — 07:06 Радулов — 07:20 Пережогін — 08:01 Терещенко (ВБ1) — 15:00 Терещенко (ВБ1) — 27:23 Ковальчук — 49:20 | 1:0 2:0 3:0 4:0 4:1 5:1 6:1 6:2 7:2 | 10:25 — Екфей 39:31 — Tardif |          | Арбітри: Ole Hansen Peter Orszag |
| 6 хв. | Вилучення                           | 10 хв.                       |          | Арбітри: Ole Hansen Peter Orszag |
| 42 | Кидки                               | 25                           |          | Арбітри: Ole Hansen Peter Orszag |

| 28 квітня 16:15 | Росія | 4:2 (1:2, 1:0, 2:0) | Швейцарія | PostFinance-Arena, Берн Глядачів: 11 479 |

| Протокол                                                                | Протокол                | Протокол                                  | Протокол      | Протокол                                |
| ----------------------------------------------------------------------- | ----------------------- | ----------------------------------------- | ------------- | --------------------------------------- |
|                                                                         | Ілля Бризгалов          | Голкіпери                                 | Мартін Гербер | Арбітри: Vladimir Sindler Derek Zalaski |
| Атюшов — 02:19 Ковальчук — 29:08 Морозов — 48:28 Пережогін (ПВ) — 59:45 | 1:0 1:1 1:2 2:2 3:2 4:2 | 09:46 — Гарднер (ВБ1) 17:17 — Пласс (ВБ1) |               | Арбітри: Vladimir Sindler Derek Zalaski |
| 12 хв.                                                                  | Вилучення               | 10 хв.                                    |               | Арбітри: Vladimir Sindler Derek Zalaski |
| 24                                                                      | Кидки                   | 39                                        |               | Арбітри: Vladimir Sindler Derek Zalaski |

| 28 квітня 20:15 | Франція | 2:1 (2:1, 0:0, 0:0) | Німеччина | PostFinance-Arena, Берн Глядачів: 9 956 |

| Протокол                       | Протокол    | Протокол           | Протокол | Протокол                               |
| ------------------------------ | ----------- | ------------------ | -------- | -------------------------------------- |
|                                | Ленрі       | Голкіпери          | Патцольд | Арбітри: Vladimir Baluska Brent Reiber |
| Lussier — 03:50 Tardif — 16:48 | 1:0 1:1 2:1 | 04:22 — Хехт (ВБ1) |          | Арбітри: Vladimir Baluska Brent Reiber |
| 30 хв.                         | Вилучення   | 6 хв.              |          | Арбітри: Vladimir Baluska Brent Reiber |
| 26                             | Кидки       | 31                 |          | Арбітри: Vladimir Baluska Brent Reiber |

### Група C
| Команда | І | В | ВО | ПО | П | ГЗ | ГП | Різниця | О |
| ------- | - | - | -- | -- | - | -- | -- | ------- | - |
| США     | 3 | 2 | 0  | 1  | 0 | 15 | 9  | +6      | 7 |
| Швеція  | 3 | 1 | 1  | 1  | 0 | 15 | 9  | +6      | 6 |
| Латвія  | 3 | 1 | 1  | 0  | 1 | 7  | 6  | +1      | 5 |
| Австрія | 3 | 0 | 0  | 0  | 3 | 2  | 15 | −13     | 0 |

Час початку матчів місцевий (UTC+2).
| 25 квітня 16:15 | США | 4:2 (1:1, 2:1, 1:0) | Латвія | PostFinance-Arena, Берн Глядачів: 7 840 |

| Протокол                                                                                    | Протокол                | Протокол                            | Протокол          | Протокол                          |
| ------------------------------------------------------------------------------------------- | ----------------------- | ----------------------------------- | ----------------- | --------------------------------- |
|                                                                                             | Роберт Еш               | Голкіпери                           | Едгарс Масальскіс | Арбітри: Ole Hansen Danny Kurmann |
| Джонсон (Лайлз, Окпосо) 11:15 Стаффорд 31:13 Джонсон 35:31 О'Салліван (Гейнсі, Браун) 46:03 | 0:1 1:1 1:2 2:2 3:2 4:2 | 04:40 Васильєвс (ВБ1) 26:39 Карсумс |                   | Арбітри: Ole Hansen Danny Kurmann |
| 8 хв.                                                                                       | Вилучення               | 8 хв.                               |                   | Арбітри: Ole Hansen Danny Kurmann |
| 38                                                                                          | Кидки                   | 20                                  |                   | Арбітри: Ole Hansen Danny Kurmann |

| 25 квітня 20:15 | Швеція | 7:1 (3:0, 0:1, 4:0) | Австрія | PostFinance-Arena, Берн Глядачів: 6 175 |

| Протокол | Протокол                        | Протокол      | Протокол | Протокол                                  |
| --- | ------------------------------- | ------------- | -------- | ----------------------------------------- |
| | Гольмквіст                      | Голкіпери     | Брюклер  | Арбітри: В'ячеслав Буланов Рафаїл Кадиров |
| Йонсон — 1:37 Йохансон — 11:49 Нілсон — 12:46 Вейнгандль — 41:22 Вейнгандль — 47:00 Хар'ю — 49:04 Еріксон — 49:46 | 1:0 2:0 3:0 3:1 4:1 5:1 6:1 7:1 | 31:55 — Оразе |          | Арбітри: В'ячеслав Буланов Рафаїл Кадиров |
| 12 хв. | Вилучення                       | 8 хв.         |          | Арбітри: В'ячеслав Буланов Рафаїл Кадиров |
| 38 | Кидки                           | 31            |          | Арбітри: В'ячеслав Буланов Рафаїл Кадиров |

| 27 квітня 16:15 | США | 6:1 (1:0, 1:1, 4:0) | Австрія | PostFinance-Arena, Берн Глядачів: 3 779 |

| Протокол | Протокол                    | Протокол       | Протокол     | Протокол                                |
| --- | --------------------------- | -------------- | ------------ | --------------------------------------- |
| | Роберт Еш                   | Голкіпери      | Юрген Пенкер | Арбітри: Vladimir Sindler Derek Zalaski |
| Браун — 15:11 Стаффорд — 31:04 О'Салліван — 40:25 Блейк (ВБ2) — 47:56 Стемпняк (ВБ1) — 52:06 Нісканен (б2) — 55:55 | 1:0 2:0 2:1 3:1 4:1 5:1 6:1 | 34:26 Пайнтнер |              | Арбітри: Vladimir Sindler Derek Zalaski |
| 8 хв. | Вилучення                   | 18 хв.         |              | Арбітри: Vladimir Sindler Derek Zalaski |
| 38 | Кидки                       | 26             |              | Арбітри: Vladimir Sindler Derek Zalaski |

| 27 квітня 20:15 | Латвія | 3:2 (0:1, 2:0, 0:1) (От: 0:0) (Буліти: 3:2) | Швеція | PostFinance-Arena, Берн Глядачів: 4 421 |

| Протокол                                                    | Протокол            | Протокол                             | Протокол | Протокол                               |
| ----------------------------------------------------------- | ------------------- | ------------------------------------ | -------- | -------------------------------------- |
|                                                             | Едгарс Масальскіс   | Голкіпери                            | Лів      | Арбітри: Vladimir Baluska Brent Reiber |
| Редліхс (ВБ1) — 30:20 Дарзіньш — 39:15 Ниживій — 65:00 (ПБ) | 0:1 1:1 2:1 2:2 3:2 | 15:26 — Умарк 40:44 — Йохансон (ВБ1) |          | Арбітри: Vladimir Baluska Brent Reiber |
| 10 хв.                                                      | Вилучення           | 6 хв.                                |          | Арбітри: Vladimir Baluska Brent Reiber |
| 22                                                          | Кидки               | 40                                   |          | Арбітри: Vladimir Baluska Brent Reiber |

| 29 квітня 16:15 | Австрія | 0:2 (0:1, 0:0, 0:1) | Латвія | PostFinance-Arena, Берн Глядачів: 5 274 |

| Протокол | Протокол  | Протокол                         | Протокол          | Протокол                                 |
| -------- | --------- | -------------------------------- | ----------------- | ---------------------------------------- |
|          | Брюклер   | Голкіпери                        | Едгарс Масальскіс | Арбітри: Sami Partanen Daniel Piechaczek |
|          | 0:1 0:2   | 19:15 — Ципуліс 54:56 — Дзеріньш |                   | Арбітри: Sami Partanen Daniel Piechaczek |
| 18 хв.   | Вилучення | 31 хв.                           |                   | Арбітри: Sami Partanen Daniel Piechaczek |
| 21       | Кидки     | 37                               |                   | Арбітри: Sami Partanen Daniel Piechaczek |

| 29 квітня 20:15 | Швеція | 6:5 От (0:1, 2:2, 3:2) (От: 1:0) | США | PostFinance-Arena, Берн Глядачів: 9 876 |

| Протокол | Протокол                                    | Протокол                                                                                   | Протокол  | Протокол                        |
| --- | ------------------------------------------- | ------------------------------------------------------------------------------------------ | --------- | ------------------------------- |
| | Йонас Густавссон                            | Голкіпери                                                                                  | Роберт Еш | Арбітри: Peter Orszag Jyri Rönn |
| Вейнгандль — 25:07 (ВБ1) Нілсон — 26:42 Йогансон — 48:46 Персон (ВМ1) — 52:45 Вейнгандль — 56:19 Гуселіус — 61:59 | 0:1 1:1 2:1 2:2 2:3 2:4 2:5 3:5 4:5 5:5 6:5 | 14:11 — О'Салліван 29:58 — Лайлз (ВБ2) 37:26 — Шеннон (ВБ2) 44:06 — Шеннон 48:20 — Джонсон |           | Арбітри: Peter Orszag Jyri Rönn |
| 14 хв. | Вилучення                                   | 6 хв.                                                                                      |           | Арбітри: Peter Orszag Jyri Rönn |
| 28 | Кидки                                       | 44                                                                                         |           | Арбітри: Peter Orszag Jyri Rönn |

### Група D
| Команда   | І | В | ВО | ПО | П | ГЗ | ГП | Різниця | О |
| --------- | - | - | -- | -- | - | -- | -- | ------- | - |
| Фінляндія | 3 | 3 | 0  | 0  | 0 | 14 | 4  | +10     | 9 |
| Чехія     | 3 | 2 | 0  | 0  | 1 | 13 | 6  | +7      | 6 |
| Норвегія  | 3 | 0 | 1  | 0  | 2 | 7  | 14 | −7      | 2 |
| Данія     | 3 | 0 | 0  | 1  | 2 | 5  | 15 | −10     | 1 |

## Кваліфікаційний раунд
|  | Команди, що пройшли до плей-оф           |
|  | Команди, що закінчили виступи на турнірі |

### Група E
| Команда   | І | В | ВО | ПО | П | ГЗ | ГП | Різниця | О  |
| --------- | - | - | -- | -- | - | -- | -- | ------- | -- |
| Росія     | 5 | 4 | 1  | 0  | 0 | 27 | 11 | +16     | 14 |
| Швеція    | 5 | 2 | 1  | 2  | 0 | 23 | 18 | +5      | 10 |
| США       | 5 | 2 | 0  | 2  | 1 | 19 | 18 | +1      | 8  |
| Латвія    | 5 | 1 | 2  | 0  | 2 | 15 | 14 | +1      | 7  |
| Швейцарія | 5 | 1 | 1  | 1  | 2 | 9  | 13 | −4      | 6  |
| Франція   | 5 | 0 | 0  | 0  | 5 | 8  | 27 | −19     | 0  |

Результати
| Дата  | Час²  | Матч¹     | Матч¹ | Матч¹     | Результат      |
| ----- | ----- | --------- | ----- | --------- | -------------- |
| 30.04 | 16:15 | Росія     | -     | Швеція    | 6-5 (5-5, 1-0) |
| 30.04 | 20:15 | Швейцарія | -     | Латвія    | 1-2 (1-1, 0-1) |
| 01.05 | 20:15 | США       | -     | Франція   | 6-2            |
| 02.05 | 16:15 | Франція   | -     | Латвія    | 1-7            |
| 02.05 | 20:15 | Росія     | -     | США       | 4-1            |
| 03.05 | 16:15 | Швейцарія | -     | Швеція    | 1-4            |
| 03.05 | 20:15 | Латвія    | -     | Росія     | 1-6            |
| 04.05 | 16:15 | Швеція    | -     | Франція   | 6-3            |
| 04.05 | 20:15 | США       | -     | Швейцарія | 3-4 (3-3, 0-1) |

- (¹) —  Матчі проходили в Берні
- (²) —  Локальний час (UTC+2, CEST)

### Група F
| Команда    | І | В | ВО | ПО | П | ГЗ | ГП | Різниця | О  |
| ---------- | - | - | -- | -- | - | -- | -- | ------- | -- |
| Канада     | 5 | 4 | 0  | 1  | 0 | 26 | 10 | +16     | 13 |
| Фінляндія  | 5 | 2 | 2  | 1  | 0 | 16 | 9  | +7      | 11 |
| Чехія      | 5 | 3 | 0  | 0  | 2 | 20 | 11 | +9      | 9  |
| Білорусь   | 5 | 0 | 3  | 0  | 2 | 8  | 13 | −5      | 6  |
| Словаччина | 5 | 0 | 1  | 2  | 2 | 8  | 21 | −13     | 4  |
| Норвегія   | 5 | 0 | 0  | 2  | 3 | 7  | 21 | −14     | 2  |

Результати
| Дата  | Час²  | Матч¹      | Матч¹ | Матч¹      | Результат      |
| ----- | ----- | ---------- | ----- | ---------- | -------------- |
| 30.04 | 16:15 | Білорусь   | -     | Норвегія   | 3-2 (2-2, 1-0) |
| 30.04 | 20:15 | Канада     | -     | Чехія      | 5-1            |
| 01.05 | 20:15 | Фінляндія  | -     | Словаччина | 2-1 (1-1, 1-0) |
| 02.05 | 16:15 | Чехія      | -     | Словаччина | 8-0            |
| 02.05 | 20:15 | Фінляндія  | -     | Білорусь   | 1-2 (1-1, 0-1) |
| 03.05 | 16:15 | Норвегія   | -     | Канада     | 1-5            |
| 03.05 | 20:15 | Білорусь   | -     | Чехія      | 0-3            |
| 04.05 | 16:15 | Словаччина | -     | Норвегія   | 3-2 (2-2, 1-0) |
| 04.05 | 20:15 | Канада     | -     | Фінляндія  | 3-4 (3-3, 0-1) |

- (¹) —  Матчі пройшли в Цюриху
- (²) —  Локальний час (UTC+2, CEST)

## Втішний раунд

### Група G
|  | Команда, що кваліфікувалася на чемпіонат світу 2010             |
|  | Команда, що кваліфікувалася на чемпіонат світу 2010 як господар |
|  | Команди, що вилетіли у перший дивізіон                          |

| Команда   | І | В | ВО | ПО | П | ГЗ | ГП | Різниця | О |
| --------- | - | - | -- | -- | - | -- | -- | ------- | - |
| Данія     | 3 | 3 | 0  | 0  | 0 | 13 | 4  | +9      | 9 |
| Австрія   | 3 | 2 | 0  | 0  | 1 | 9  | 5  | +4      | 6 |
| Німеччина | 3 | 1 | 0  | 0  | 2 | 3  | 5  | −2      | 3 |
| Угорщина  | 3 | 0 | 0  | 0  | 3 | 2  | 13 | −11     | 0 |

Час початку матчів місцевий (UTC+2).
| 1 травня 16:15 |     |       |                                |
| Німеччина      | 1:3 | Данія | PostFinance-Arena, Берн (4241) |
|                |     |       | PostFinance-Arena, Берн (4241) |

| 1 травня 16:15 |     |          |                        |
| Австрія        | 6:0 | Угорщина | Шлюфвег, Клотен (4042) |
|                |     |          | Шлюфвег, Клотен (4042) |

| 3 травня 12:15 |     |         |                                |
| Німеччина      | 0:1 | Австрія | PostFinance-Arena, Берн (3828) |
|                |     |         | PostFinance-Arena, Берн (3828) |

| 3 травня 12:15 |     |       |                        |
| Угорщина       | 1:5 | Данія | Шлюфвег, Клотен (3672) |
|                |     |       | Шлюфвег, Клотен (3672) |

| 4 травня 12:15 |     |           |                                |
| Угорщина       | 1:2 | Німеччина | PostFinance-Arena, Берн (3497) |
|                |     |           | PostFinance-Arena, Берн (3497) |

| 4 травня 12:15 |     |         |                        |
| Данія          | 5:2 | Австрія | Шлюфвег, Клотен (2798) |
|                |     |         | Шлюфвег, Клотен (2798) |

## Плей-оф
|  | Чвертьфінали | Чвертьфінали |        |        | Півфінали   | Півфінали   |  |  | Фінал | Фінал |
|  |              |              |        |        |             |             |  |  |       |       |
|  |              |              |        |        |             |             |  |  |       |       |
|  |              |              |        |        |             |             |  |  |       |       |
|  | Росія        | 4            |        |        |             |             |  |  |       |       |
|  | Росія        | 4            |        |        |             |             |  |  |       |       |
|  | Білорусь     | 3            |        |        |             |             |  |  |       |       |
|  | Білорусь     | 3            | Росія  | 3      |             |             |  |  |       |       |
|  |              |              | Росія  | 3      |             |             |  |  |       |       |
|  |              | США          | 2      |        |             |             |  |  |       |       |
|  | Фінляндія    | США          | 2      | 2      |             |             |  |  |       |       |
|  | Фінляндія    |              |        | 2      |             |             |  |  |       |       |
|  | США          | 3            |        |        |             |             |  |  |       |       |
|  | США          | 3            | Росія  | 2      |             |             |  |  |       |       |
|  |              |              | Росія  | 2      |             |             |  |  |       |       |
|  |              | Канада       | 1      |        |             |             |  |  |       |       |
|  | Канада       | Канада       | 1      | 4      |             |             |  |  |       |       |
|  | Канада       |              |        | 4      |             |             |  |  |       |       |
|  | Латвія       | 2            |        |        |             |             |  |  |       |       |
|  | Латвія       | 2            | Канада | 3      | Третє місце | Третє місце |  |  |       |       |
|  |              |              | Канада | 3      | Третє місце | Третє місце |  |  |       |       |
|  |              | Швеція       | 1      |        |             |             |  |  |       |       |
|  | Швеція       | Швеція       | 1      | 3      | США         | 2           |  |  |       |       |
|  | Швеція       |              |        | 3      | США         | 2           |  |  |       |       |
|  | Чехія        | 1            |        | Швеція | 4           |             |  |  |       |       |
|  | Чехія        | 1            |        |        | 4           |             |  |  |       |       |
|  |              |              |        |        |             |             |  |  |       |       |
|  |              |              |        |        |             |             |  |  |       |       |

### Чвертьфінали
Час початку матчів місцевий (UTC+2).
| 6 травня 16:15 | Росія | 4:3 (0:0, 3:3, 1:0) | Білорусь | PostFinance Arena, Берн Глядачів: 8 337 |

| Протокол                                                | Протокол                    | Протокол                                              | Протокол     | Протокол                         |
| ------------------------------------------------------- | --------------------------- | ----------------------------------------------------- | ------------ | -------------------------------- |
|                                                         | Ілля Бризгалов              | Голкіпери                                             | Андрій Мезін | Арбітри: Jyri Rönn Derek Zalaski |
| Прошкін 25:18 Атюшов 36:39 Фролов 37:02 Ковальчук 47:22 | 0:1 1:1 1:2 2:2 3:2 3:3 4:3 | 22:39 Кольцов (ВБ1) 33:52 Антоненко 39:22 Салей (ВБ2) |              | Арбітри: Jyri Rönn Derek Zalaski |
| 16 хв.                                                  | Вилучення                   | 10 хв.                                                |              | Арбітри: Jyri Rönn Derek Zalaski |
| 32                                                      | Кидки                       | 22                                                    |              | Арбітри: Jyri Rönn Derek Zalaski |

| 6 травня 20:15 | Фінляндія | 2:3 (0:0, 2:3, 0:0) | США | PostFinance Arena, Берн Глядачів: 9 334 |

| Протокол                              | Протокол            | Протокол                                      | Протокол  | Протокол                                |
| ------------------------------------- | ------------------- | --------------------------------------------- | --------- | --------------------------------------- |
|                                       | Рінне               | Голкіпери                                     | Роберт Еш | Арбітри: Daniel Piechaczek Brent Reiber |
| Капанен (ВБ1) — 20:57 Хювенен — 37:50 | 1:0 1:1 1:2 1:3 2:3 | 30:31 — Браун (ВБ1) 32:11 — Оши 34:19 — Сутер |           | Арбітри: Daniel Piechaczek Brent Reiber |
| 10 хв.                                | Вилучення           | 10 хв.                                        |           | Арбітри: Daniel Piechaczek Brent Reiber |
| 49                                    | Кидки               | 35                                            |           | Арбітри: Daniel Piechaczek Brent Reiber |

| 7 травня 16:15 | Канада | 4:2 (0:0, 3:1, 1:1) | Латвія | PostFinance Arena, Берн Глядачів: 8 042 |

| Протокол                                                                | Протокол                | Протокол                                 | Протокол          | Протокол                            |
| ----------------------------------------------------------------------- | ----------------------- | ---------------------------------------- | ----------------- | ----------------------------------- |
|                                                                         | Мейсон                  | Голкіпери                                | Едгарс Масальскіс | Арбітри: Danny Kurmann Peter Orszag |
| Гітлі — 26:37 Гемьюс (ВБ1) 34:03 Стемкос (ВБ1) — 37:47 Ломбарді — 43:07 | 1:0 2:0 2:1 3:1 3:2 4:2 | 37:30 — Галвіньш (ВМ1) 41:27 — Васильєвс |                   | Арбітри: Danny Kurmann Peter Orszag |
| 26 хв.                                                                  | Вилучення               | 24 хв.                                   |                   | Арбітри: Danny Kurmann Peter Orszag |
| 48                                                                      | Кидки                   | 23                                       |                   | Арбітри: Danny Kurmann Peter Orszag |

| 7 травня 20:15 | Швеція | 3:1 (0:0, 2:0, 1:1) | Чехія | PostFinance Arena, Берн Глядачів: 10 415 |

| Протокол                                                  | Протокол         | Протокол           | Протокол      | Протокол                           |
| --------------------------------------------------------- | ---------------- | ------------------ | ------------- | ---------------------------------- |
|                                                           | Йонас Густавссон | Голкіпери          | Якуб Штепанек | Арбітри: Rick Looker Thomas Sterns |
| Вейнгандль (ВБ2) 23:53 Тернстрем (ВБ1) 38:49 Йонсон 57:46 | 1:0 2:0 2:1 3:1  | 48:48 Чаянек (ВМ2) |               | Арбітри: Rick Looker Thomas Sterns |
| 22 хв.                                                    | Вилучення        | 22 хв.             |               | Арбітри: Rick Looker Thomas Sterns |
| 20                                                        | Кидки            | 34                 |               | Арбітри: Rick Looker Thomas Sterns |

### Півфінали
Час початку матчів місцевий (UTC+2).
| 8 травня 16:15 | Росія | 3:2 (0:0, 2:2, 1:0) | США | PostFinance Arena, Берн Глядачів: 11 057 |

| Протокол                                                 | Протокол            | Протокол                     | Протокол  | Протокол                                |
| -------------------------------------------------------- | ------------------- | ---------------------------- | --------- | --------------------------------------- |
|                                                          | Ілля Бризгалов      | Голкіпери                    | Роберт Еш | Арбітри: Brent Reiber Marcus Vinnerborg |
| Ковальчук — 31:20 Фролов — 34:25 Ґоровіков (ВБ1) — 58:13 | 0:1 1:1 2:1 2:2 3:2 | 23:46 — Браун 38:03 — Окпосо |           | Арбітри: Brent Reiber Marcus Vinnerborg |
| 6 хв.                                                    | Вилучення           | 6 хв.                        |           | Арбітри: Brent Reiber Marcus Vinnerborg |
| 23                                                       | Кидки               | 20                           |           | Арбітри: Brent Reiber Marcus Vinnerborg |

| 8 травня 20:15 | Канада | 3:1 (1:0, 2:0, 0:1) | Швеція | PostFinance Arena, Берн Глядачів: 11 477 |

| Протокол                                      | Протокол        | Протокол        | Протокол         | Протокол                                 |
| --------------------------------------------- | --------------- | --------------- | ---------------- | ---------------------------------------- |
|                                               | Двейн Ролосон   | Голкіпери       | Йонас Густавссон | Арбітри: В'ячеслав Буланов Danny Kurmann |
| Рой — 06:51 Хоркофф — 29:53 Рой (ВБ1) — 30:38 | 1:0 2:0 3:0 3:1 | 46:14 — Еріксон |                  | Арбітри: В'ячеслав Буланов Danny Kurmann |
| 10 хв.                                        | Вилучення       | 6 хв.           |                  | Арбітри: В'ячеслав Буланов Danny Kurmann |
| 29                                            | Кидки           | 26              |                  | Арбітри: В'ячеслав Буланов Danny Kurmann |

### Матч за 3-є місце
| 10 травня 16:00 | Швеція | 4:2 (0:0, 2:1, 2:1) | США | PostFinance Arena, Берн Глядачів: 11 249 |

| Протокол                                                                                       | Протокол                | Протокол                               | Протокол  | Протокол                             |
| ---------------------------------------------------------------------------------------------- | ----------------------- | -------------------------------------- | --------- | ------------------------------------ |
|                                                                                                | Лів                     | Голкіпери                              | Роберт Еш | Арбітри: Рафаіл Кадиров Brent Reiber |
| Еріксон (ВБ1) — 33:24 Мортенсон (ВБ2) — 35:57 Гуннарсон (ВБ1) — 49:00 Одуйя (ВБ2) — 59:59 (ПВ) | 0:1 1:1 2:1 2:2 3:2 4:2 | 25:14 — Джонсон (ВБ1) 42:15 — Павелскі |           | Арбітри: Рафаіл Кадиров Brent Reiber |
| 16 хв.                                                                                         | Вилучення               | 22 хв.                                 |           | Арбітри: Рафаіл Кадиров Brent Reiber |
| 28                                                                                             | Кидки                   | 39                                     |           | Арбітри: Рафаіл Кадиров Brent Reiber |

### Фінал
| 10 травня 20:30 | Росія | 2:1 (1:1, 1:0, 0:0) | Канада | PostFinance Arena, Берн Глядачів: 11 454 |

| Протокол                               | Протокол       | Протокол       | Протокол      | Протокол                        |
| -------------------------------------- | -------------- | -------------- | ------------- | ------------------------------- |
|                                        | Ілля Бризгалов | Голкіпери      | Двейн Ролосон | Арбітри: Peter Orszag Jyri Rönn |
| Саприкін (ВБ1) — 12:59 Радулов — 34:30 | 0:1 1:1 2:1    | 05:37 — Спецца |               | Арбітри: Peter Orszag Jyri Rönn |
| 4 хв.                                  | Вилучення      | 6 хв.          |               | Арбітри: Peter Orszag Jyri Rönn |
| 17                                     | Кидки          | 38             |               | Арбітри: Peter Orszag Jyri Rönn |

## Остаточне положення команд
|     | Росія      |
|     | Канада     |
|     | Швеція     |
| 4.  | США        |
| 5.  | Фінляндія  |
| 6.  | Чехія      |
| 7.  | Латвія     |
| 8.  | Білорусь   |
| 9.  | Швейцарія  |
| 10. | Словаччина |
| 11. | Норвегія   |
| 12. | Франція    |
| 13. | Данія      |
| 14. | Австрія    |
| 15. | Німеччина* |
| 16. | Угорщина   |

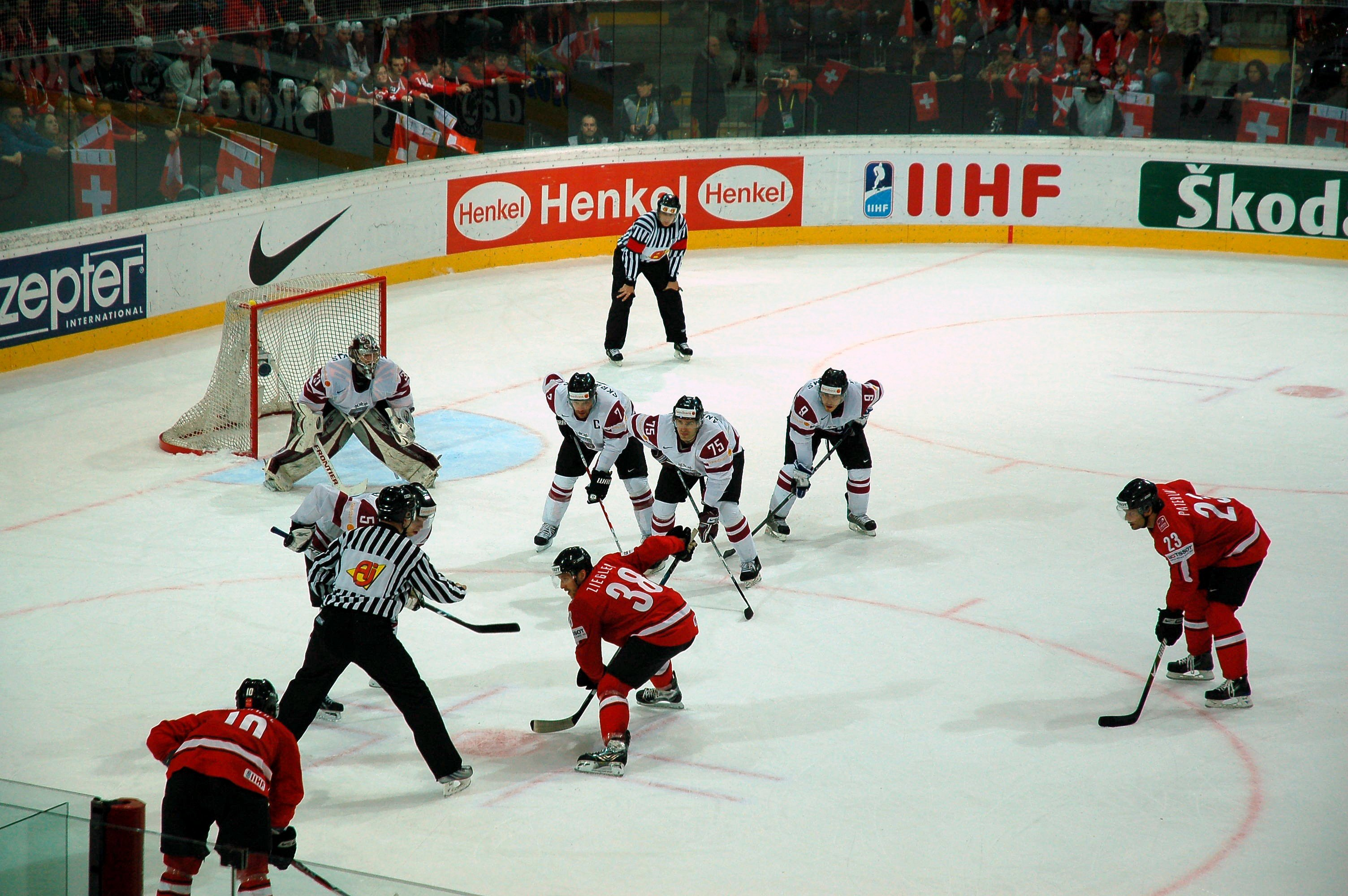
Матч Швейцарія-Латвія

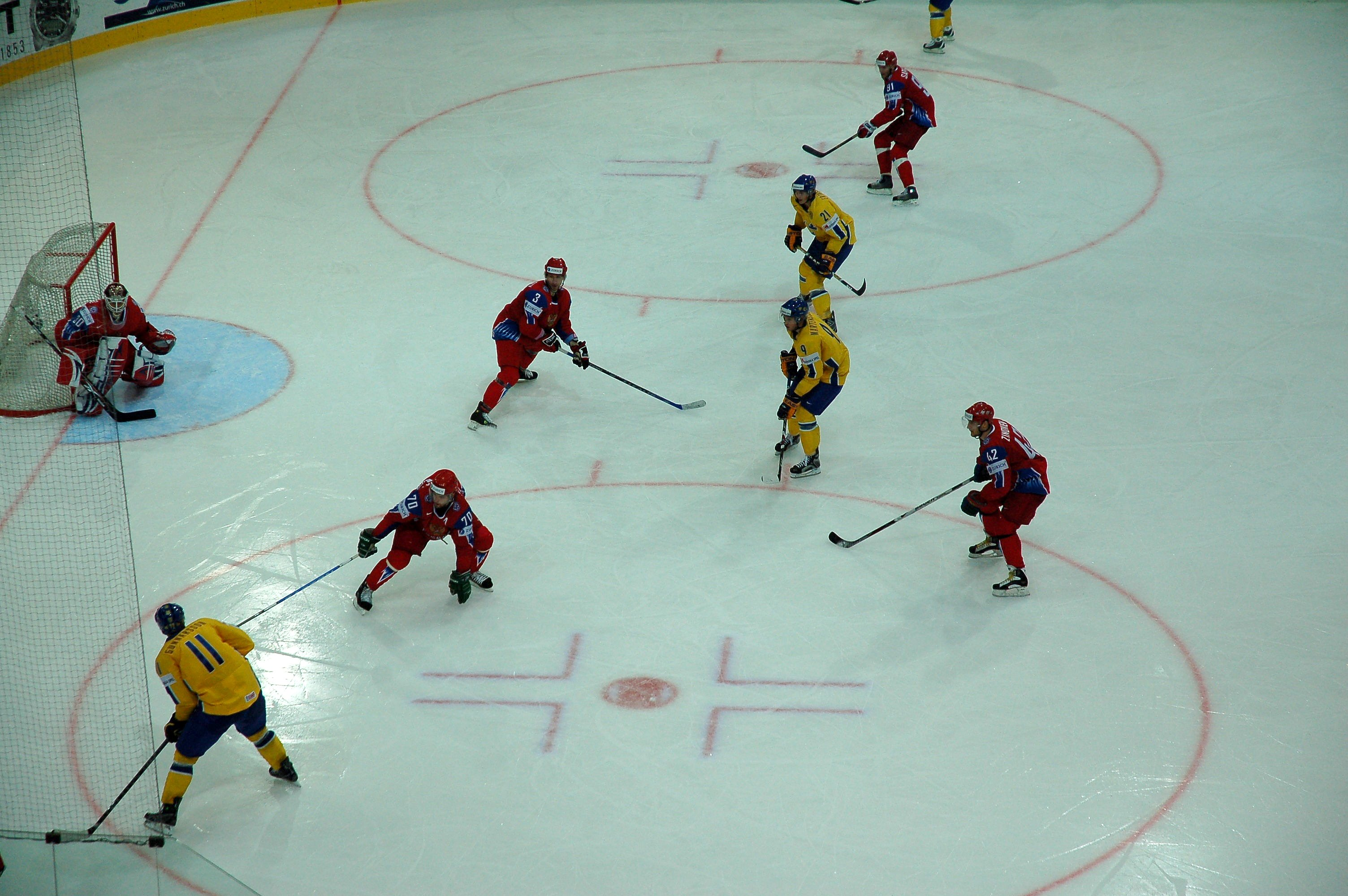
Матч Швеція-Росія

* Німеччина є учасником чемпіонату світу 2010 року, як господар змагань.

## Індивідуальні нагороди

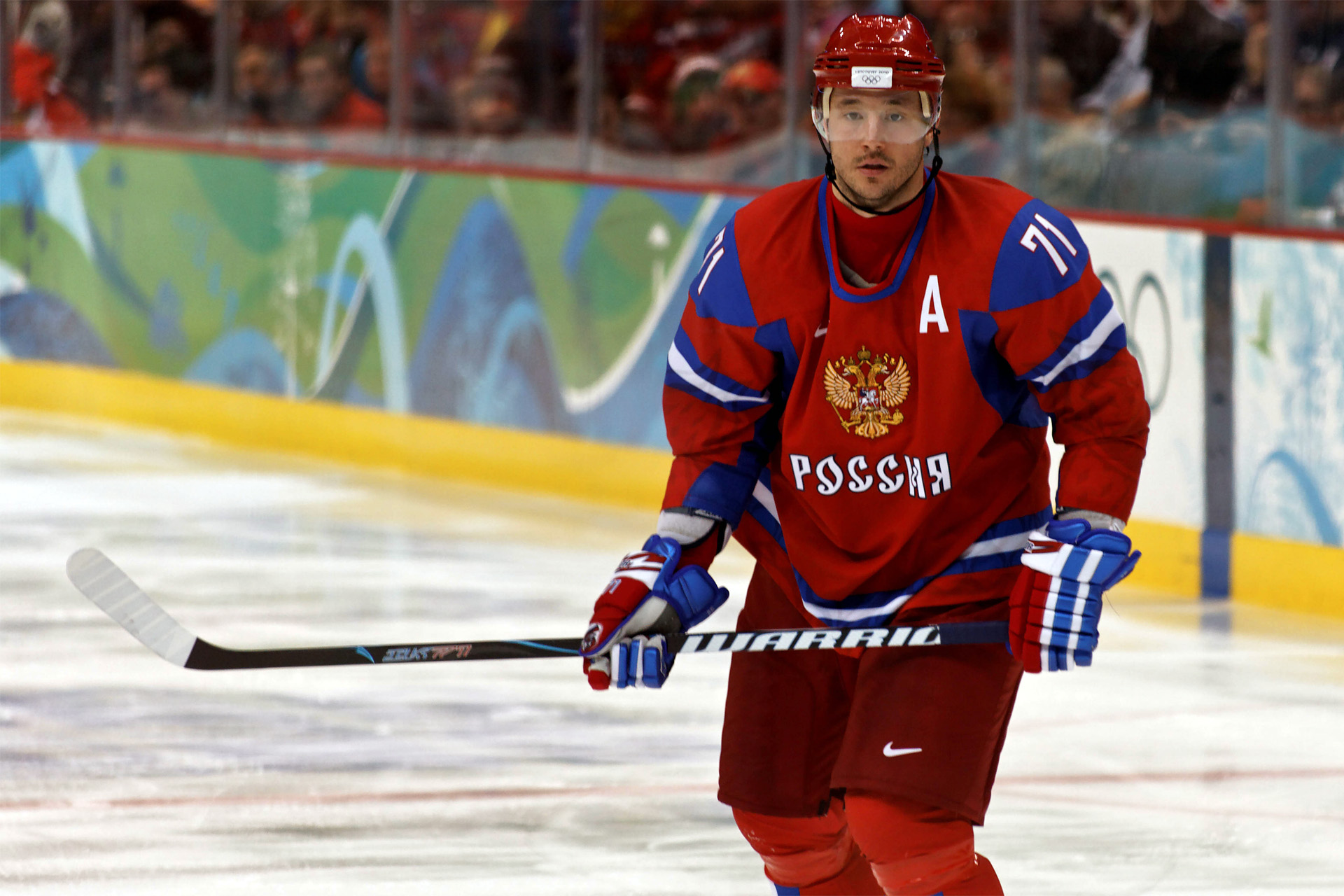
MVP турніру — Ілля Ковальчук

- Найкращі гравці чемпіонату, визначені організаторами змагань:
  - Найкращий голкіпер:  Андрій Мезін
  - Найкращий захисник:  Ші Вебер
  - Найкращий нападник:  Ілля Ковальчук
  - Найцінніший гравець (MVP):  Ілля Ковальчук
- Команда зірок чемпіонату за визначенням ЗМІ:
  - Голкіпер:  Андрій Мезін
  - Захисники:  Ші Вебер,  Кенні Єнссон
  - Нападники:  Ілля Ковальчук,  Мартен Сан-Луї,  Стів Стемкос

## Найкращі бомбардири

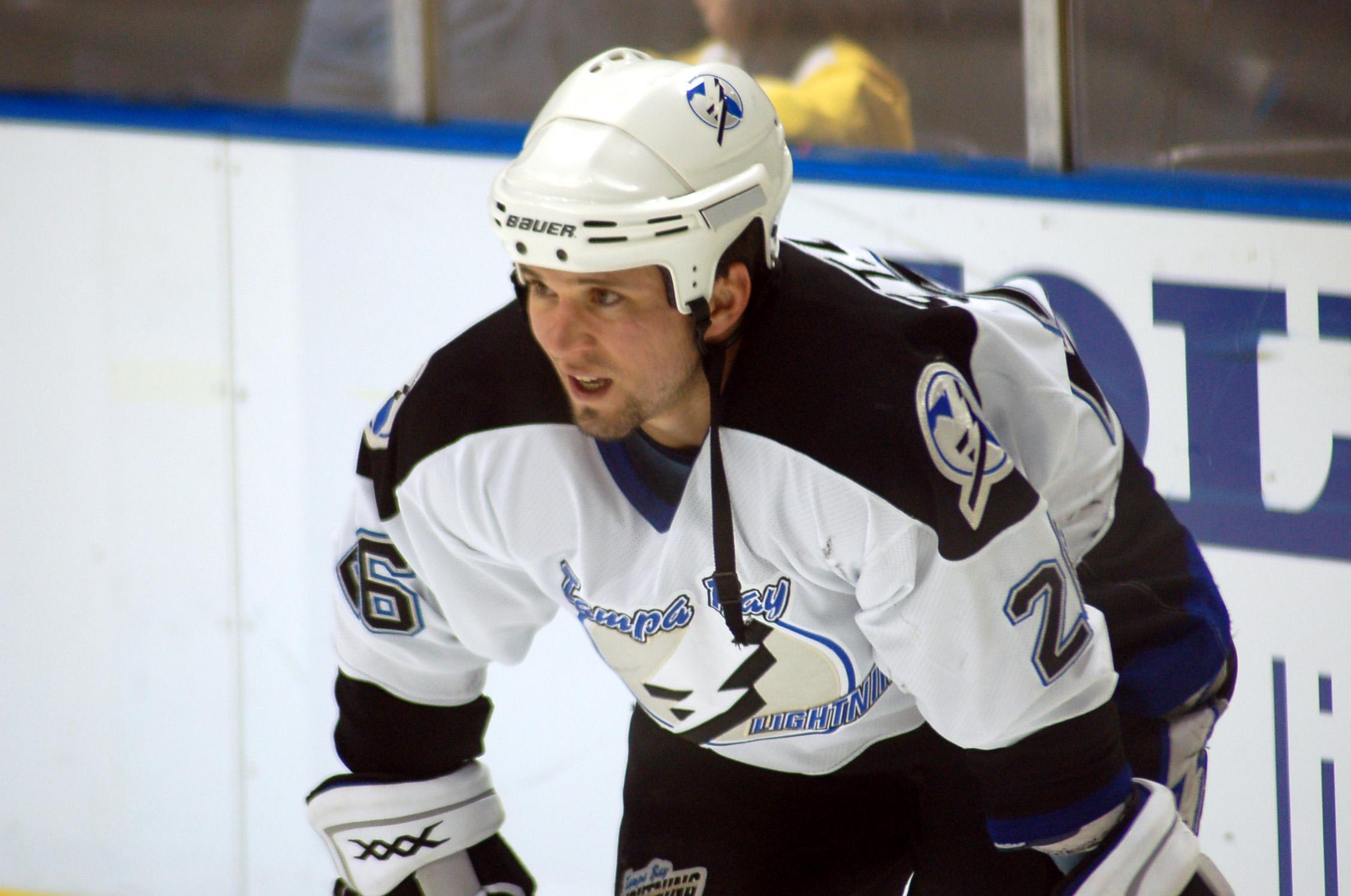
Найкращий бомбардир чемпіонату — Мартен Сан-Луї

| Гравець            | І | Г | П  | О  | +/− | Ш  |
| ------------------ | - | - | -- | -- | --- | -- |
| Мартен Сан-Луї     | 9 | 4 | 11 | 15 | +8  | 2  |
| Ілля Ковальчук     | 9 | 5 | 9  | 14 | +8  | 4  |
| Маттіас Вейнгандль | 9 | 5 | 7  | 12 | +1  | 8  |
| Ші Вебер           | 9 | 4 | 8  | 12 | +5  | 6  |
| Джейсон Спецца     | 9 | 7 | 4  | 11 | +4  | 2  |
| Стів Стемкос       | 9 | 7 | 4  | 11 | +9  | 6  |
| Ніко Капанен       | 7 | 7 | 3  | 10 | +1  | 2  |
| Дені Гітлі         | 9 | 6 | 4  | 10 | +3  | 8  |
| Петр Чаянек        | 7 | 5 | 5  | 10 | +7  | 10 |
| Олександр Радулов  | 9 | 4 | 6  | 10 | +7  | 10 |
| Лінус Умарк        | 9 | 2 | 8  | 10 | +5  | 14 |
| Тоні Мортенссон    | 9 | 1 | 9  | 10 | +1  | 8  |

## Найкращі голкіпери
| Гравець           | ІГ     | КВ  | ГП | ГГ   | ВК%   | СМ |
| ----------------- | ------ | --- | -- | ---- | ----- | -- |
| Кріс Мейсон       | 240:00 | 114 | 4  | 1.00 | 96.49 | 1  |
| Андрій Мезін      | 314:05 | 172 | 9  | 1.72 | 94.77 | 0  |
| Двейн Ролосон     | 303:52 | 158 | 11 | 2.17 | 93.04 | 0  |
| Ілля Бризгалов    | 404:04 | 198 | 14 | 2.08 | 92.93 | 1  |
| Едгарс Масальскіс | 426:26 | 233 | 18 | 2.53 | 92.83 | 1  |

ІГ = Ігровий час (хвилини: секунди); КП = Кидків по воротах; ГП = Голів пропущено; ГГ = Голи всередньому за гру; ВК% = Відсоток відбитих кидків; СМ = Сухі матчі
Джерело: IIHF.com [Архівовано 3 січня 2014 у Wayback Machine.]